# Pangio semicincta
Pangio semicincta és una espècie de peix de la família dels cobítids i de l'ordre dels cipriniformes.

## Alimentació
Menja organismes bentònics.

## Hàbitat
Viu en zones de clima tropical.

## Distribució geogràfica
Es troba a la península de Malaca.